# إس. جي. داني
إس. جي. داني (بالإنجليزية: S. G. Dani) هو رياضياتي هندي، ولد في 3 يونيو 1947 في بلجاوم في الهند.